# Equazione di Korteweg-de Vries
In fisica matematica, l'equazione di Korteweg-de Vries (abbreviata in KdV) è un'equazione differenziale alle derivate parziali nonlineare utilizzata per modellare, tra le altre cose, le onde marine. Il sistema da essa descritto è integrabile.
Introdotta inizialmente da Joseph Boussinesq nel 1877, fu poi riscoperta da Diderik Korteweg e Gustav de Vries nel 1895.
Lo studio dell'equazione si è notevolmente sviluppato dopo che Norman Zabusky e Martin D. Kruskal (1965) scoprirono, attraverso un algoritmo di integrazione numerica dell'equazione, la scomposizione delle soluzioni in solitoni. L'equazione ha trovato un gran numero di applicazioni alla fisica e ad altre scienze: dalle onde marine ai periodi di piena dei fiumi, fino alle onde sonore nei plasmi e nei cristalli. Può essere inoltre ottenuta nel limite continuo del problema di Fermi-Pasta-Ulam-Tsingou.

Soluzione di onda cnoidale per l'equazione di Korteweg–de Vries, in termini del quadrato della funzione ellittica di Jacobi con parametro.

Soluzione numerica dell'equazione KdV con condizione iniziale. Il calcolo è stato effettuato con il metodo di Zabusky-Kruskal. L'onda cosinusoidale iniziale evolve in un pacchetto di onde solitoniche.

## Definizione
La KdV è un'equazione nonlineare e dispersiva per una funzione {\displaystyle \phi } a due variabili (spaziale e temporale):
{\displaystyle \partial _{t}\phi +\partial _{x}^{3}\phi +6\,\phi \,\partial _{x}\phi =0\,}
In cui {\displaystyle \partial _{x}} e {\displaystyle \partial _{t}} indicano le derivate parziali rispetto a {\displaystyle x} e a {\displaystyle t}.
La costante {\displaystyle 6} posta di fronte all'ultimo termine è presente per ragioni storiche, ma può essere semplicemente eliminata riscalando le variabili.
L'equazione KdV può essere ricavata a partire da quella di Boussinesq, imponendo un verso preciso nella propagazione dell'onda.

## Solitoni
Soluzioni in cui un'onda di forma data {\displaystyle f(X)} mantiene la propria geometria spostandosi con velocità di fase {\displaystyle c} sono dette solitoni. Tali soluzioni si scrivono nella forma 
{\displaystyle \phi (x,t)=f(x-ct-a)=f(X)}
Sostituendo nella KdV si ottiene l'equazione differenziale ordinaria
{\displaystyle -c{\frac {df}{dX}}+{\frac {d^{3}f}{dX^{3}}}+6f{\frac {df}{dX}}=0}
o, integrando rispetto a {\displaystyle X},
{\displaystyle -cf+{\frac {d^{2}f}{dX^{2}}}+3f^{2}=A}
dove {\displaystyle A} è una costante d'integrazione. Interpretando la variabile {\displaystyle X} come un parametro temporale, la funzione {\displaystyle f} soddisfa l'Equazione del moto di Newton per una particella di massa unitaria in presenza di un potenziale cubico.
{\displaystyle V(f)=-(f^{3}+{\frac {1}{2}}cf^{2}+Af)}
Se i parametri vengono impostati in modo tale che il potenziale {\displaystyle V(f)} ha massimo locale per {\displaystyle f=0} esiste una soluzione in cui {\displaystyle f(X)} partendo da {\displaystyle X=-\inf }, scorre verso il minimo locale, poi riprende dall'altro lato, raggiungendo lo stesso valore, quindi torna indietro al massimo locale al tempo {\displaystyle X=\inf }. In altre parole, {\displaystyle f(X)\to 0} per {\displaystyle X\to \infty }. Questa è la forma caratteristica del solitone
Si può dimostrare che la soluzione vale
{\displaystyle \phi (x,t)={\frac {1}{2}}\,c\,\mathrm {sech} ^{2}\left[{{\sqrt {c}} \over 2}(x-c\,t-a)\right]}
dove {\displaystyle \mathrm {sech} (x)} è la secante iperbolica e {\displaystyle a} è una costante arbitraria. Questo è un solitone che si propaga verso destra.

## Integrali del moto
La KdV ha un numero infinito di integrali primi, costanti nel tempo. Essi si scrivono
{\displaystyle \int _{-\infty }^{+\infty }P_{2n-1}(\phi ,\,\partial _{x}\phi ,\,\partial _{x}^{2}\phi ,\,\ldots )\,{\text{d}}x\,}
dove i polinomi {\displaystyle P_{n}} sono definiti ricorsivamente
{\displaystyle {\begin{aligned}P_{1}&=\phi ,\\P_{n}&=-{\frac {dP_{n-1}}{dx}}+\sum _{i=1}^{n-2}\,P_{i}\,P_{n-1-i}\quad {\text{ per }}n\geq 2.\end{aligned}}}
I primi integrali del moto sono dunque:
- la massa {\displaystyle \int \phi \,{\text{d}}x,}
- la quantità di moto {\displaystyle \int \phi ^{2}\,{\text{d}}x,}
- l'energia {\displaystyle \int {\frac {1}{3}}\phi ^{3}-\left(\partial _{x}\phi \right)^{2}\,{\text{d}}x.}

Solo i polinomi di indice dispari ({\displaystyle P_{2n+1}}) corrispondono a integrali non-banali (diversi da zero).

## Coppie di Lax
L'equazione KdV
{\displaystyle \partial _{t}\phi =6\,\phi \,\partial _{x}\phi -\partial _{x}^{3}\phi }
può essere riformulata in termini dell'equazione di Lax
{\displaystyle L_{t}=[L,A]\equiv LA-AL\,}
in cui L è un operatore di Sturm–Liouville:
{\displaystyle {\begin{aligned}L&=-\partial _{x}^{2}+\phi ,\\A&=4\partial _{x}^{3}-3\left[2\phi \,\partial _{x}+(\partial _{x}\phi )\right]\end{aligned}}}
e questo vale per ognuno degli infiniti integrali dell'equazione KdV.

## Principio di minima azione
L'equazione KdV
{\displaystyle \partial _{t}\phi -6\phi \,\partial _{x}\phi +\partial _{x}^{3}\phi =0,\,}
è l'equazione di Eulero–Lagrange derivata dalla densità di Lagrangiana, {\displaystyle {\mathcal {L}}\,}
{\displaystyle {\mathcal {L}}={\frac {1}{2}}\partial _{x}\psi \,\partial _{t}\psi +\left(\partial _{x}\psi \right)^{3}-{\frac {1}{2}}\left(\partial _{x}^{2}\psi \right)^{2}\,}
in cui {\displaystyle \phi } è definita come
{\displaystyle \phi ={\frac {\partial \psi }{\partial x}}=\partial _{x}\psi .\,}

### Dimostrazione
Poiché la lagrangiana contiene le derivate seconde, l'equazione di Eulero-Lagrange per il campo si scrive
{\displaystyle \partial _{\mu \mu }\left({\frac {\partial {\mathcal {L}}}{\partial (\partial _{\mu \mu }\psi )}}\right)-\partial _{\mu }\left({\frac {\partial {\mathcal {L}}}{\partial (\partial _{\mu }\psi )}}\right)+{\frac {\partial {\mathcal {L}}}{\partial \psi }}=0}
dove {\displaystyle \partial } è una derivata rispetto alla componente {\displaystyle \mu }.
Scrivendo per esteso la precedente equazione si ottiene
{\displaystyle \partial _{tt}\left({\frac {\partial {\mathcal {L}}}{\partial (\partial _{tt}\psi )}}\right)+\partial _{xx}\left({\frac {\partial {\mathcal {L}}}{\partial (\partial _{xx}\psi )}}\right)-\partial _{t}\left({\frac {\partial {\mathcal {L}}}{\partial (\partial _{t}\psi )}}\right)-\partial _{x}\left({\frac {\partial {\mathcal {L}}}{\partial (\partial _{x}\psi )}}\right)+{\frac {\partial {\mathcal {L}}}{\partial \psi }}=0}
e, sostituendo l'espressione della lagrangiana in ciascun termine della relazione,
{\displaystyle \partial _{tt}\left({\frac {\partial {\mathcal {L}}}{\partial (\partial _{tt}\psi )}}\right)=0\,}
{\displaystyle \partial _{xx}\left({\frac {\partial {\mathcal {L}}}{\partial (\partial _{xx}\psi )}}\right)=\partial _{xx}\left(-\partial _{xx}\psi \right)\,}
{\displaystyle \partial _{t}\left({\frac {\partial {\mathcal {L}}}{\partial (\partial _{t}\psi )}}\right)=\partial _{t}\left({\frac {1}{2}}\partial _{x}\psi \right)\,}
{\displaystyle \partial _{x}\left({\frac {\partial {\mathcal {L}}}{\partial (\partial _{x}\psi )}}\right)=\partial _{x}\left({\frac {1}{2}}\partial _{t}\psi +3(\partial _{x}\psi )^{2}\right)\,}
{\displaystyle {\frac {\partial {\mathcal {L}}}{\partial \psi }}=0\,}
Ora, ricordando che si è definito {\displaystyle \phi =\partial _{x}\psi \,},
{\displaystyle \partial _{xx}\left(-\partial _{xx}\psi \right)=-\partial _{xxx}\phi \,}
{\displaystyle \partial _{t}\left({\frac {1}{2}}\partial _{x}\psi \right)={\frac {1}{2}}\partial _{t}\phi \,}
{\displaystyle \partial _{x}\left({\frac {1}{2}}\partial _{t}\psi +3(\partial _{x}\psi )^{2}\right)={\frac {1}{2}}\partial _{t}\phi +3\partial _{x}(\phi )^{2}={\frac {1}{2}}\partial _{t}\phi +6\phi \partial _{x}\phi \,}
Sostituendo nuovamente nell'equazione di Eulero-Lagrange si ottiene
{\displaystyle \left(-\partial _{xxx}\phi \right)-\left({\frac {1}{2}}\partial _{t}\phi \right)-\left({\frac {1}{2}}\partial _{t}\phi +6\phi \partial _{x}\phi \right)=0,\,}
che corrisponde esattamente alla KdV
{\displaystyle \partial _{t}\phi +6\phi \,\partial _{x}\phi +\partial _{x}^{3}\phi =0}

## Asintoti
Si può mostrare che ogni soluzione liscia che decada abbastanza velocemente si divide sempre in una sopvrapposizione finita di solitoni che si muovono verso destra più una parte dispersiva che decade velocemente che si muove verso sinistra. Questo fenomeno è stato osservato per la prima volta da Zabuski e Kruskal nel 1965.